# ا وری کیسی کریسمس
ا وری کیسی کریسمس (به انگلیسی: A Very Kacey Christmas) یک آلبوم کریسمس از خواننده و ترانه‌نویس موسیقی کانتری اهل ایالات متحده آمریکا کیسی ماسگریوز است، که در ۲۸ اکتبر ۲۰۱۶ ازطریق مرکوری نشویل منتشر شد. به‌طور کلی، این ششمین آلبوم، سومین آلبوم استودیویی و و اولین آلبوم کریسمس کیسی ماسگریوز است.